# Летисія Кальдерон
Летисія Кальдерон (ісп. Leticia Calderón; нар. 15 липня 1968, Гуаймас, Сонора) — мексиканська акторка.

## Вибрана фільмографія
Серіали
- 1986 — Гора страждання / Monte Calvario — Тере
- 1990 — Я купую цю жінку / Yo compro esa mujer — Ана Крістіна Монтес де Ока
- 1991—1992 — Валерія і Максиміліано / Valeria y Maximiliano — Валерія Ландеро де Ріва
- 1994 — Жінка, випадки з реального життя / Mujer casos de la vida real — 1 епізод
- 1995 — Тенета кохання / Lazis de amor — асистент Сільвії Піналь
- 1997 — Есмеральда / Esmeralda — Есмеральда Пеньярреаль де Веласко
- 2003 — Справжнє кохання / Amor real — Ханна де ла Коркуера
- 2020 — Імперія брехні / Imperio de mentiras — Вікторія Роблес де Канту
- 2023 — Непереможне кохання / El amor invencible — Хозефа Айзпуру де Торренегро
- 2024 — Моя вічна любов / Mi amor sin tiempo — Грета Саральді